# Cuts from the Crypt
Cuts from the Crypt är ett samlingsalbum av The Misfits, utgivet 2001 på Roadrunner Records. Det innehåller demos, tidigare utgivna låtar och covers inspelade av bandets andra inkarnation.

## Låtlista
1. "Dead Kings Rise" - 2:55 (demoversion)
2. "Blacklight" - 1:28 (demoversion)
3. "The Haunting" - 1:34 (demoversion)
4. "The Hunger" - 1:41 (demoversion)
5. "Mars Attacks" - 2:19 (demoversion)
6. "Dr. Phibes Rises Again" - 6:51 (demoversion)
7. "I Got a Right" - 3:00 (The Stooges-cover)
8. "Monster Mash" - 2:37 (Bobby Pickett-cover)
9. "I Wanna Be a NY Ranger" - 1:38
10. "Scream" - 3:33 (demoversion)
11. "1,000,000 Years B.C." - 2:19
12. "Helena 2" - 3:21
13. "Devil Doll" - 3:13
14. "Fiend Without a Face" - 2:59
15. "Bruiser" - 2:27
16. "No More Moments" - 3:07
17. "Rise Above" - 5:16 (Black Flag-cover, live)